# The Bonny Bunch of Roses (album)
Albums de Fairport Convention
Live at the L.A. Troubadour
(1977) Tipplers Tales
(1978)
The Bonny Bunch of Roses est le douzième album studio du groupe de folk rock britannique Fairport Convention. Il est sorti en 1977 sur le label Vertigo Records.
Premier album sorti après la fin du contrat du groupe avec Island Records, il marque aussi le retour du chanteur et guitariste Simon Nicol (en), qui avait quitté Fairport Convention en 1971.

## Fiche technique

### Chansons
| 1. | Jams O'Donnels Jig       | Dave Pegg                                    | 2:33  |
| 2. | The Eynsham Poacher      | traditionnel arrangé par Dave Pegg           | 2:22  |
| 3. | Adieu Adieu (en)         | traditionnel arrangé par Fairport Convention | 2:26  |
| 4. | The Bonny Bunch of Roses | traditionnel arrangé par Fairport Convention | 12:19 |

| 5. | The Poor Ditching Boy | Richard Thompson                             | 3:56 |
| 6. | General Taylor        | traditionnel arrangé par Fairport Convention | 3:39 |
| 7. | Run Johnny Run        | Ralph McTell                                 | 4:34 |
| 8. | The Last Waltz        | Dave Swarbrick (en)                          | 3:02 |
| 9. | Royal Seleccion No 13 | traditionnel arrangé par Fairport Convention | 4:15 |

### Musiciens
- Dave Swarbrick (en) : chant, violon, mandoline, mandoloncelle
- Simon Nicol (en) : chant, guitare acoustique, guitare électrique, dulcimer, piano
- Dave Pegg : chant, basse, guitare, mandoline
- Bruce Rowland (en) : batterie, percussions, piano électrique

### Équipe de production
- Fairport Convention : production
- Frank Owen, Howard Kilgour : ingénieurs du son
- Sam Sawdon : photographie
- MLT Marketing Associates : graphisme